# (4343) Tetsuya
(4343) Tetsuya ist ein Hauptgürtelasteroid, der am 10. Januar 1988 von Seiji Ueda und Hiroshi Kaneda am Observatorium in Kushiro-shi entdeckt wurde.
Der Asteroid wurde nach dem japanischen Astronomen Tetsuya Fujii benannt.